# Інститут загальної енергетики НАН України
У 1988 році створено Інститут проблем енергозбереження АН УРСР, згідно з постановою Президії АН УРСР від 06 квітня 1988 року № 138.
За постановою Президії НАН України № 83 від 26 лютого 1997 року Інститут проблем енергозбереження реорганізовано в Інститут загальної енергетики НАН України.
Інститут входить до складу Відділення фізико-технічних проблем енергетики НАН України. Головним завданням Інституту є якісне та оперативне вирішення ключових проблем розвитку та функціонування національної енергетики за умов інтеграції України до світового енергетичного ринку і підвищення енергетичної та економічної безпеки.
Дослідження, що виконуються Інститутом, визначені постановою Президії НАН України, відповідають національним інтересам України відносно підвищення її енергетичної та економічної безпеки, якісного та оперативного вирішення ключових проблем розвитку та функціонування національної енергетики в умовах перехідної економіки та сталого розвитку, інтеграції України до світового енергетичного ринку та ряду інших важливих проблем державного значення.
З 1997 року Інститутом керує вчений в галузі енергетики, академік НАН України, доктор технічних наук, професор Кулик Михайло Миколайович. Під його науковим керівництвом створено наукову школу з розробки теоретичних основ, математичних моделей і програмного забезпечення для аналізу та оптимізації напрямів розвитку паливно-енергетичного комплексу та підвищення енергетичної ефективності в економіці та соціальній сфері країни.
В Інституті функціонує секція «Наукові основи прогнозування розвитку енергетики» Наукової ради НАН України «Наукові основи електроенергетики».
Відповідно до визначених напрямів в Інституті загальної енергетики НАН України виконуються фундаментальні дослідження з розробки та вдосконалення методів і засобів дослідження довгострокового розвитку паливно-енергетичного комплексу України, розробки наукових основ визначення змін в системах показників енергетичної ефективності та рівнів енергоспоживання з урахуванням міжгалузевих та галузевих структурних зрушень, економічного дослідження та прогнозування розвитку вугільної промисловості, розробки методів і засобів енергоекономічного аналізу та оптимізації структури і режимів управління сумісним виробництвом, транспортування і споживання електричної та теплової енергії, розробки методології і математичних моделей економічного регулювання та формування системи тарифів на електричну енергію на стадіях її виробництва і транспортування в умовах України, розробки методів прогнозування науково-технічного прогресу в енергетиці та інтенсифікації тепломасообмінних процесів у виробництві електричної і теплової енергії, оптимізації обсягів використання енергоефективних технологій в розвитку паливно-енергетичного комплексу.
Прикладні дослідження Інституту спрямовано в першу чергу на вирішення проблем ефективного функціонування енергетичної галузі, а саме:
- вдосконалення та розроблення математичних, інформаційних і програмних засобів для прогнозування розвитку та управління функціонуванням електроенергетичних, теплопостачальних та газотранспортних систем з урахуванням їх поточного технічного стану;
- проведення розрахунків і порівняльних оцінок показників енергоємності та повної енергоємності промислової продукції;
- дослідження та розроблення методичних та програмних засобів формування виробничих характеристик вугільних підприємств України за витратними показниками;
- створення науково-технічних основ комплексної стандартизації в сфері енергетики України;
- моделювання електроенергетичного комплексу України включно з ціновими розрахунками;
- розроблення та модернізації методів та засобів розрахунку технологічних витрат електроенергії в розподільних мережах енергосистем України;
- розроблення методів підвищення енергоефективності теплових процесів у гетерогенних середовищах для енергетики та промисловості.

В інституті функціонують шість наукових відділів зі своєю тематикою.
Відділ оптимізації структури паливно-енергетичного комплексу:
наукові основи прогнозування розвитку енергетики та енергоспоживання;
системний аналіз та оптимізація структури енергокомплексу;
розробка головних напрямків розвитку паливно-енергетичного комплексу (ПЕК) та захисту довкілля;
прогнозування та оптимізація розвитку систем теплозабезпечення;
розробка паливно-енергетичних балансів.
Відділ ефективності енерговикористання та оптимізації енергоспоживання:
розробка методів та засобів оцінювання рівнів енерговикористання, визначення їх ефективності;
системні дослідження енергозбереження, рівнів та структури економії палива та енергії;
створення методів та засобів керування ефективністю енерговикористання, у тому числі енергозбереженням;
розробка довгострокових прогнозів потреби в енергетичних ресурсах.
Відділ оптимізації розвитку паливних баз:
прогнозування та оптимізація розвитку вугільної промисловості;
прогнозування та оптимізація розвитку систем газопостачання, нафтової промисловості та нафтопереробки;
аналіз і прогнозування впливу виробництва та використання палив на навколишнє середовище.
Відділ прогнозування розвитку та управління функціонуванням електроенергетики:
системний аналіз технологій виробництва електричної та теплової енергії, створення відповідних баз даних;
прогнозування та оптимізація структури генеруючих потужностей електроенергетичної системи України;
регіональні та розподільчі системи електрозабезпечення;
розробка методів системного аналізу та оптимізації структури електроенергетичних систем.
Відділ прогнозування розвитку атомної та відновлюваної енергетики (створений у 2010 р.):
прогнозування структури ядерно-енергетичного комплексу (ЯЕК) на середньо- та довгострокову перспективу;
прогнозування розвитку паливної бази ЯЕК на довгострокову перспективу;
екологічні проблеми ЯЕК України;
прогнозування розвитку та використання джерел нетрадиційної і відновлюваної енергетики;
інформаційні системи перспективних технологій атомної та відновлюваної енергетики;
дослідження напрямів використання можливостей атомної та відновлюваної енергетики для вирішення проблем зміни клімату планети.
Відділ прогнозування науково-технічного прогресу (НТП) в енергетиці та ефективності енерготехнологій:
наукові основи прогнозування НТП в енергетиці;
розробка інформаційних засобів (у тому числі банків даних та експертних систем) для прогнозування та оцінювання НТП в енергетиці;
розробка засобів відображення впливу НТП у прогнозах розвитку енергетики, ПЕК, галузевих та регіональних систем енергопостачання;
системний аналіз енергоефективності технологічних процесів та устаткування.

В Інституті діє аспірантура та докторантура за спеціальністю 05.14.01 — енергетичні системи та комплекси.
В Інституті працює спеціалізована вчена рада із захисту докторських та кандидатських дисертацій Д 26.223.01 зі спеціальності 05.14.01 — енергетичні системи та комплекси.
Інститут з 1999 року видає фаховий науковий збірник «Проблеми загальної енергетики». Періодичність видання наукового збірника 4 випуски на рік.
В збірнику висвітлюються комплексні, системні та аналітичні дослідження українських та зарубіжних фахівців в галузі енергетики в таких напрямах:
- наукові основи формування та розвитку державної політики в галузі енергетики;
- системні дослідження та комплексні проблеми енергетики;
- прогнозування, системний аналіз та оптимізація структурного розвитку енергетики;
- наукові основи формування та оптимізація паливно-енергетичних балансів;
- математичне моделювання енергетичних об'єктів і систем;
- оптимізація розвитку та управління функціонуванням енергетичних систем;
- надійність експлуатації та безпека функціонування енергетичних об'єктів і систем;
- дослідження та оптимізація технологічних об'єктів і систем енергетики;
- підвищення ефективності виробництва та використання енергетичних ресурсів;
- наукові основи енергозбереження та енергозберігаючої політики;
- системний аналіз енергозберігаючих технологій та оптимізація енергоємних виробництв;
- екологічні аспекти енергетики та захист довкілля;
- наукові основи та інформаційні засоби прогнозування науково-технічного прогресу в енергетиці;
- організація та функціонування енергетичних ринків;
- державне регулювання енергетикою як природною монополією;
- формування економічного середовища функціонування енергетики.

Адреса:

03150, м. Київ, вул. Антоновича, 172